# JBuilder
Embarcadero JBuilder (по-русски обычно произносят [эмбаркадэ́ро дж би́лдэр]) — проприетарная среда разработки на языке Java компании Embarcadero, входит в состав Embarcadero RAD Studio. Среда разработана в соответствии с концепцией визуального программирования.
Последняя версия — «Embarcadero JBuilder 2008 R2». По утверждению разработчиков, JBuilder является средой разработки промышленного класса, основанной на open-source каркасе Eclipse.
JBuilder 2008 выпускается в двух версиях: JBuilder 2008 Professional и JBuilder 2008 Enterprise. Последняя дополнительно включает в себя средства профилирования использования памяти и процессора, настройки производительности, базовые средства UML-моделирования, средства преобразования код—диаграммы и наоборот, и проч.